# Comospermum
Comospermum is een geslacht uit de aspergefamilie. Het telt één soort: Comospermum yedoense. Deze komt voor in het zuiden van Japan. 